# Woszczynka siateczkowata

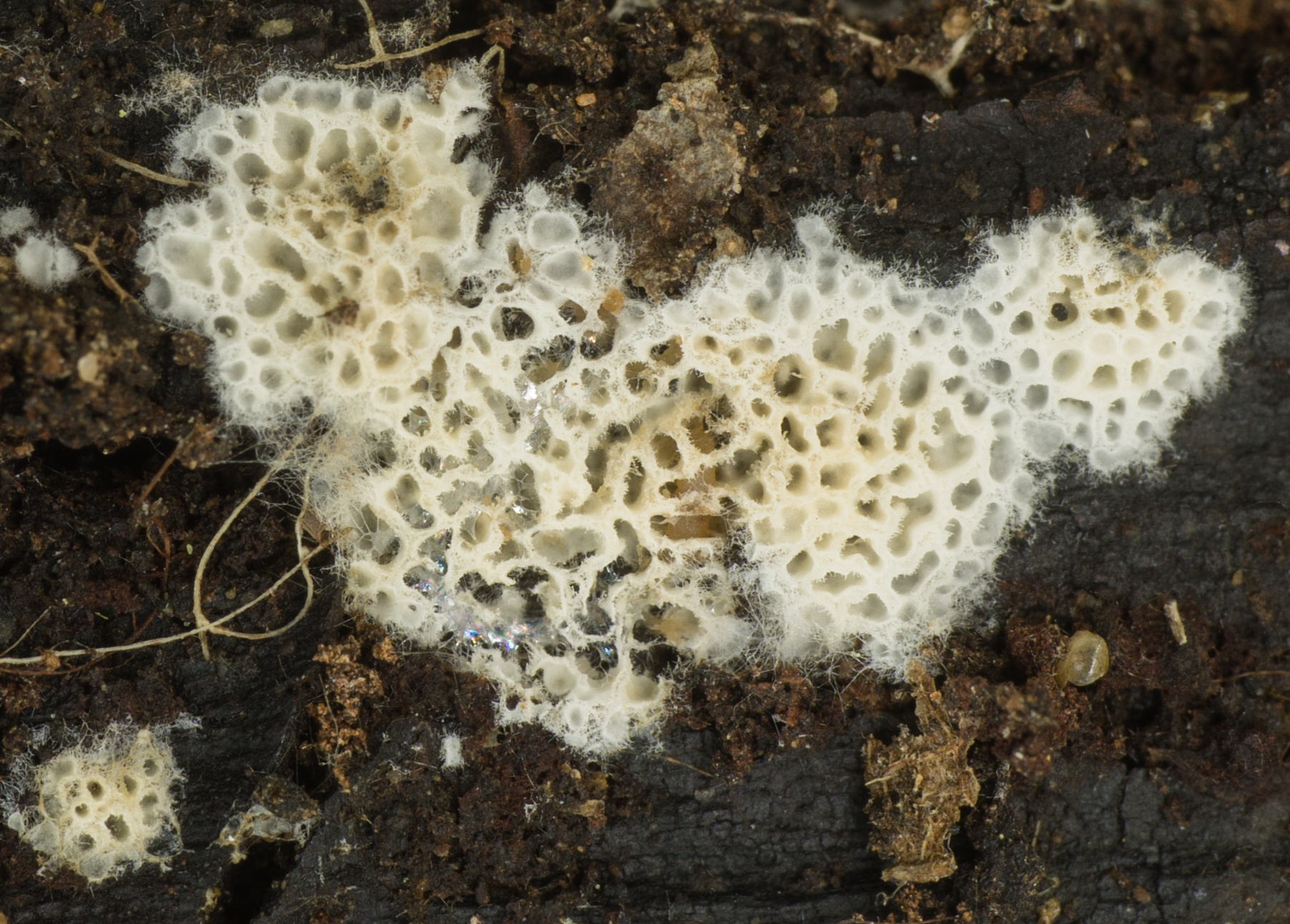

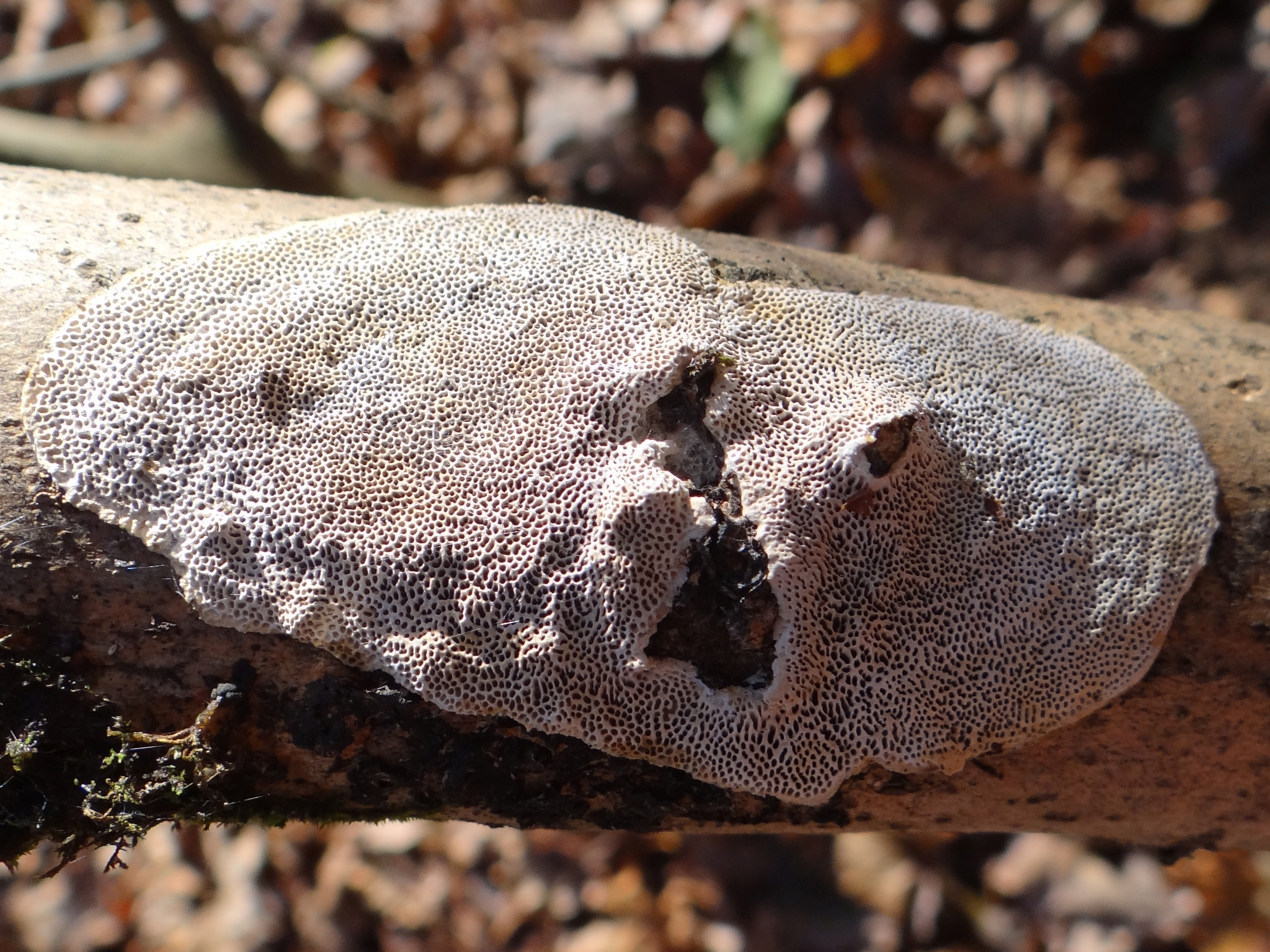

Woszczynka siateczkowata (Ceriporia reticulata (Hoffm.) Domański) – gatunek grzybów należący do rodziny Irpicaceae.

## Systematyka i nazewnictwo
Pozycja w klasyfikacji według Index Fungorum: Ceriporia, Irpicaceae, Polyporales, Incertae sedis, Agaricomycetes, Agaricomycotina, Basidiomycota, Fungi.
Po raz pierwszy takson ten zdiagnozował w 1796 r. Georg Franz Hoffmann nadając mu nazwę Mucilago reticulata. Obecną, uznaną przez Index Fungorum nazwę nadał mu w 1963 r. Stanisław Domański, przenosząc go do rodzaju Ceriporia.
Niektóre synonimy naukowe:

- Boletus reticulatus (Hoffm.) Pers. 1801
- Fibuloporia reticulata (Hoffm.) Bondartsev 1953
- Gloeoporus reticulatus (Hoffm.) Zmitr. & Spirin 2006
- Merulius fugax var. reticulatus (Hoffm.) Fr. 1821
- Mucilago reticulata Hoffm. 1796
- Physisporus farinellus (Fr.) Gillet 1878
- Physisporus reticulatus (Hoffm.) Gillet 1878
- Polyporus farinellus Fr. 1821
- Polyporus reticulatus Fr. 1874
- Polystictus reticulata (Hoffm.) Pers. 1825
- Poria farinella (Fr.) Quél. 1886
- Poria reticulata (Hoffm.) Quél. 1886
- Poria reticulata Cooke 1886[2].

Nazwę polską nadał Stanisław Domański w 1965 r. W polskim piśmiennictwie mykologicznym gatunek ten opisywany był też jako żagiew rozpływająca się lub porak siatkowany.

## Morfologia
Owocnik
Jednoroczny, cienki, płasko rozpostarty na podłożu, bez określonego kształtu, o barwie brudnobiałej. Od podłoża daje się łatwo oddzielić. Osiąga średnicę do 12 cm. Obrzeże wąskie, pajęczynowate. Hymenofor rurkowaty. Rurki mają długość 0,5–1 mm. Pory okrągławe lub nieregularne, kanciate. Na 1 mm mieszczą się 2-3. Miąższ bardzo cienki, utworzony przez luźne strzępki grzybni.
Cechy mikroskopowe
System strzępkowy monomityczny. Strzępki cienkościenne, często rozgałęziające się pod kątem prostym, luźno splecione, z przegrodami. Mają średnicę 3–7 μm i tworzą siateczkowatą strukturę. W hymenium brak cystyd i innych płonnych struktur. Podstawki zgrubiałe, 4-sterygmowe, z przegrodami u nasady. Mają rozmiar 15–20 × 2–3,5 μm. Zarodniki (bazydiospory) elipsoidalne, bardzo cienkościenne, bezbarwne, gładkie, nieamyloidalne, o rozmiarach 7–9 × 5–7 μm.
Gatunki podobne
Woszczynkę siateczkowatą charakteryzuje cienki, biały i siateczkowaty hymenofor. Wśród podobnych gatunków woszczynek wyróżnia się stosunkowo dużymi zarodnikami.

## Występowanie i siedlisko
Notowany w Ameryce Północnej, Środkowej, Europie i na Wyspach Kanaryjskich. W Europie jest szeroko rozprzestrzeniony, sięga na północ po Islandię i północne krańce Półwyspu Skandynawskiego (70.7° szerokości geograficznej) W Polsce gatunek rzadki. Znajduje się na Czerwonej liście roślin i grzybów Polski. Ma status R – gatunek potencjalnie zagrożony z powodu ograniczonego zasięgu geograficznego i małych obszarów siedliskowych.
Występuje w lasach liściastych i iglastych, na drzewach i krzewach, głównie liściastych (klon, olcha, leszczyna, grab, buk, jesion. topola, śliwa, dąb, bez czarny, wierzba, jarząb, lipa, wiąz), rzadziej iglastych.